# خانه رجبیان
خانه تاریخی رجبیان مربوط به اواخر دوره قاجار است و در آران و بیدگل، خیابان ۲۲ بهمن، سرحد محله توده و خانقاه و حاج عبدالصمد، کوچه روحانی واقع شده و این اثر در تاریخ ۱۶ دی ۱۳۸۷ با شمارهٔ ثبت ۲۴۴۵۹ به‌عنوان یکی از آثار ملی ایران به ثبت رسیده است.